# Hadizatou Mani
Hadizatou Mani (Dogaroua, Níger, 1984) es una activista por los derechos humanos nigerina que tuvo que librar una larga batalla judicial para liberarse de la esclavitud y que sigue luchando junto a otras mujeres contra la misma.

## Biografía
Hadizatou Mani nació en 1984 en Níger, en el pueblo de Dogaroua, en la región de Tahoua, una zona desértica en el centro del país. Fue vendida como esclava a los doce años por 500 dólares convirtiéndose así en una wahiya, una quinta esposa, cuando son cuatro las esposas autorizadas por el Corán. Como esclava trabajó machacando sorgo y realizó tareas relacionadas con el agua y la madera. También sufrió abusos sexuales de los que nacieron cuatro niños, dos de los cuales sobreviven.
En 2003, ante la presión internacional, la esclavitud se convirtió en ilegal en Níger, permitiendo a las asociaciones iniciar acciones civiles. La ONG nigerina, Timidria, obligó al maestro de Hadizatou Mani a firmar un certificado de liberación para Hadizatou y otra de sus wahiya. Sin embargo, no llegó a notificar a las dos mujeres su liberación. Tuvo que ser la propia asociación la que varios meses después se hiciera cargo de Mani.
Mani inició entonces una larga batalla legal, en la que un primer tribunal confirmó su libertad recuperada. Sin embargo, en un segundo juicio la enviaron de vuelta a prisión, según las leyes consuetudinarias ya que Mani se había casado con un funcionario inmediatamente después de ser liberada y fue acusada de bigamia por su antiguo maestro, que afirmaba que ella era su esposa y no su esclava.
La organización de derechos humanos más antigua del mundo, Anti-Slavery International, llevó el caso ante el Tribunal de Justicia de la Comunidad Económica de Estados de África Occidental (CEDEAO) para apoyar a Mani y a la asociación Timidria. La sentencia, dictada en octubre de 2008, fue favorable a Mani, creando además jurisprudencia que prohíbe la esclavitud en los Estados miembros de la CEDEAO. Tras la revocación de su condena, Mani recibió una compensación por los daños sufridos.

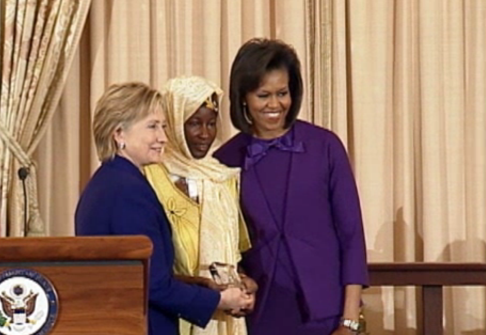
Hadizatou Mani con la Secretaria de Estado Hillary Rodham Clinton y la primera dama Michelle Obama

A pesar de que la ley lo prohíbe desde 2003, se sigue practicando la esclavitud en Níger. Por ello, Mani sigue luchando para liberar a otras mujeres junto a la asociación Timidria. En 2014, un tribunal en el oeste de Níger, sentenció a un hombre a 4 años de prisión por someter a la esclavitud a una mujer.

## Reconocimientos
Mani recibió en 2009 el Premio Internacional a las Mujeres de Coraje en los Estados Unidos por su lucha por los derechos humanos, la igualdad de las mujeres y el progreso. Le fue entregado por la Primera dama de los Estados Unidos, Michelle Obama, y por la ex primera dama, y en aquel momento Secretaria de Estado de los Estados Unidos, Hilary Clinton. Ese mismo año también fueron reconocidas con este galardón la uzbeka Mutabar Tadjibayeva, la rusa Veronika Marchenko, la afgana Wazhma Frogh, la guatemalteca Norma Cruz, la iraquí Suaad Abbas Salman Allami, la malasia Ambiga Sreenevasan y la yemení Reem al Numery.
También en 2009, la revista Time incluyó a Mani en su lista Time 100, que reconoce a las 100 personas más influyentes del año.